# Добровольский, Николай Флорианович
Николай Флорианович Добровольский (1837, Тамбовская губерния — 30 января [12 февраля] 1900, Петергоф, Санкт-Петербургская губерния) — русский живописец-пейзажист и фотограф.

## Биография
Родился в 1837 году в дворянской семье в Тамбовской губернии.
Сперва получил военное образование в Первом Московском кадетском корпус, откуда в 1855 году был выпущен офицером в Стародубовский драгунский полк, где служил до 1863 года. Затем некоторое время профессионально занимался фотографией, имел собственные фотоателье в Санкт-Петербурге на Караванной улице, в Москве на Никитском бульваре и в Воронеже.
В 1874—1877 годах Добровольский учился в Императорской Академии художеств. В 1877 году за картину «Большая русская дорога осенью» ему было присвоено звание классного художника 2-й степени. Сама картина в дальнейшем стала одним из экспонатов парижской Всемирной выставки 1878 года, а затем была куплена Павлом Третьяковым для своей коллекции. В 1881 году за представленные в академию картины «Кильская бухта» и «На буксире» Добровольский получил звание классного художника 1-й степени.
В 1872 году на московской Политехнической выставке представил экспонат «Фотографический атлас всеобщей истории», за который получил бронзовую медаль.
В 1873 году Добровольский совершил поездку в Италию, а в 1874 году во Францию, где познакомился с Ильёй Репиным, работавшим над этюдом «Нищая». В 1880 году Добровольский являлся председателем правления петербургского «Общества выставок художественных произведений».
С 1886 года путешествовал по Сибири, жил и работал в основном в Иркутске.
Умер 30 января [12 февраля] 1900 года в Петергофе.

## Творчество
Добровольский писал преимущественно пейзажи, в том числе виды Иркутска и его окрестностей, Ангары и Байкала. Иногда выполнял портреты-типы и бытовые композиции.
Картины Николая Добровольского хранятся в Иркутском художественном музее, Пензенской и Тверской картинных галереях, Минусинском краеведческом музее, Краснодарском художественном музее, Музее изобразительных искусств Татарстана, Центральном военно-морском музее, Эрмитаже и частных собраниях.

## Галерея

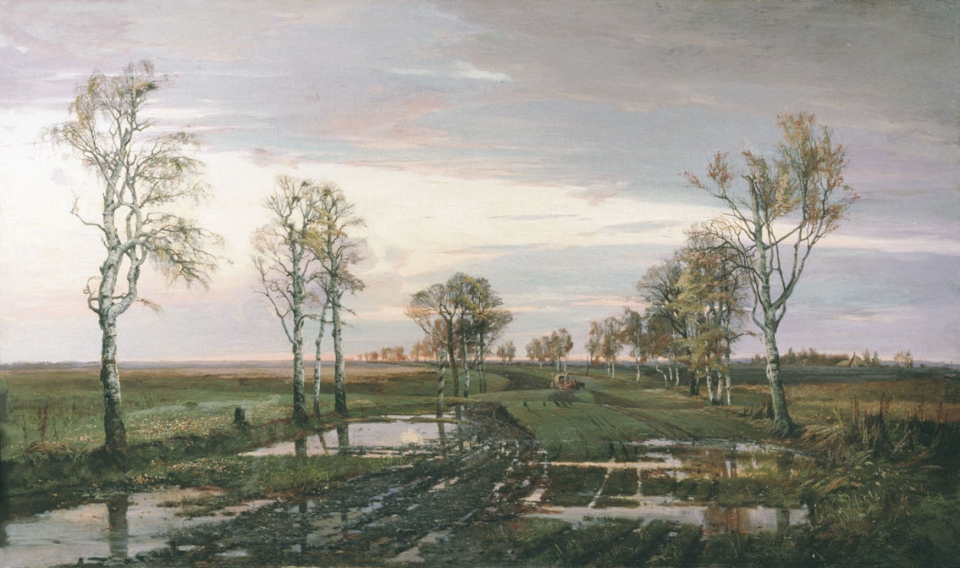
«Большая русская дорога осенью», 1877 год. Краснодарский художественный музей
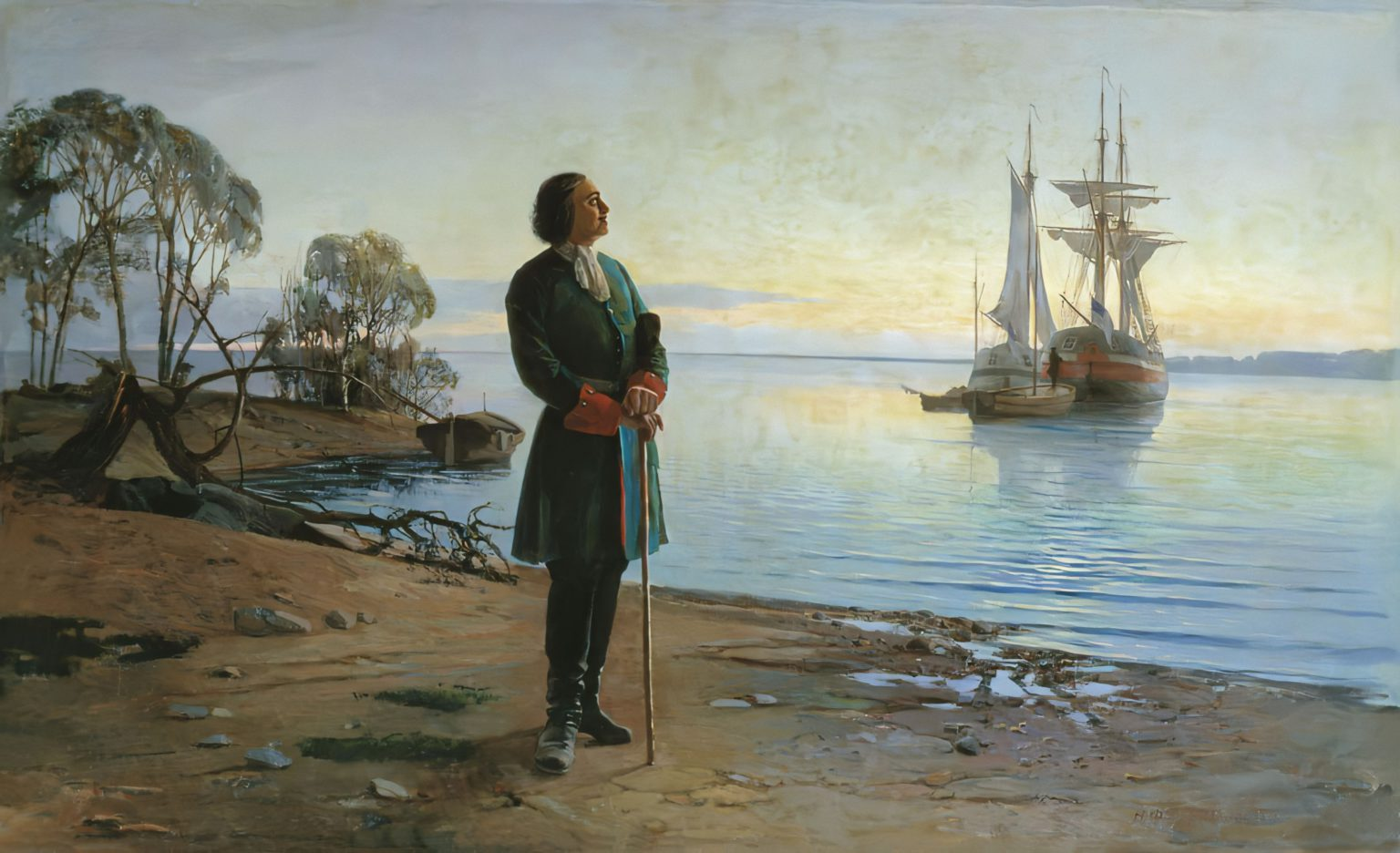
«Здесь будет город заложен», 1880 год. Центральный военно-морской музей
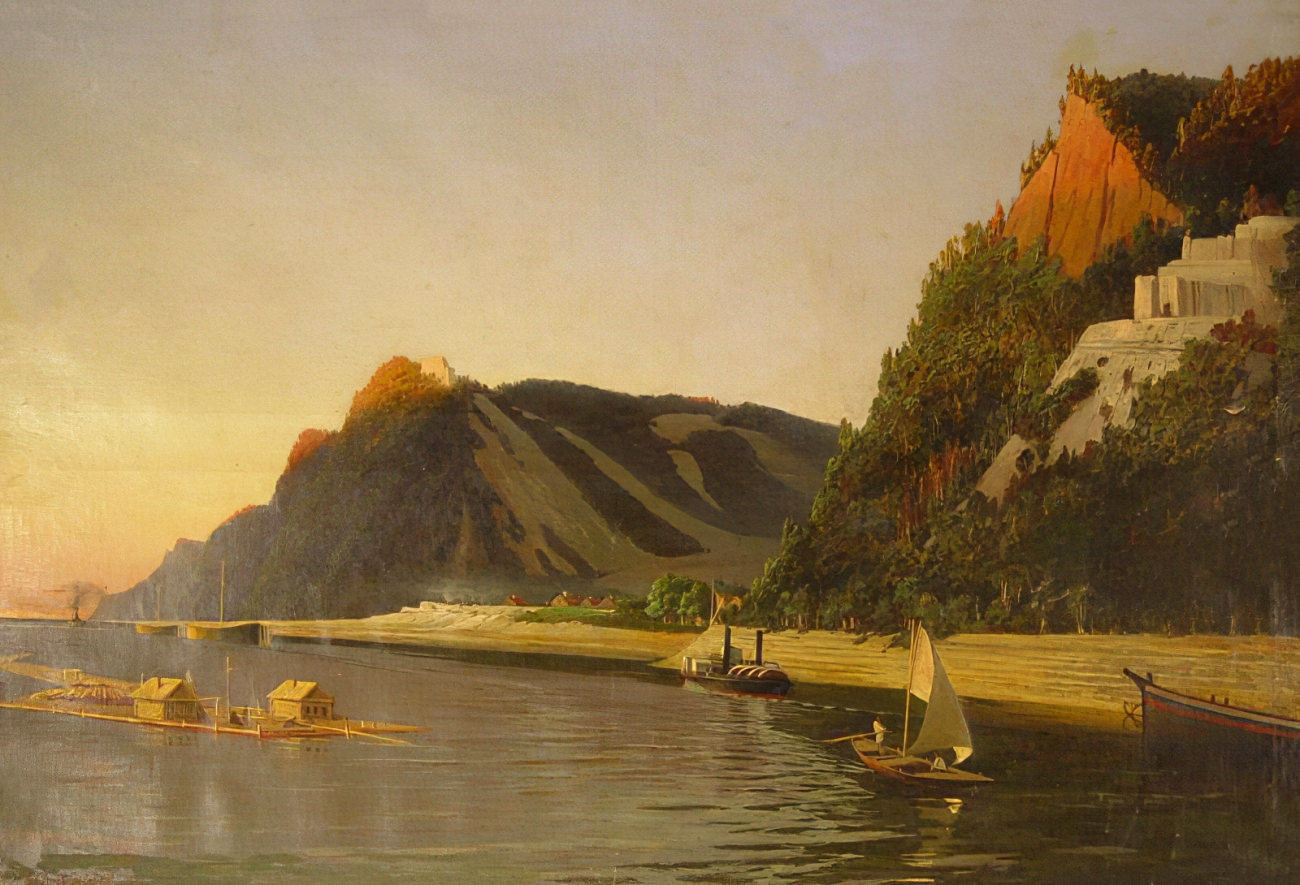
«Царёв курган. Волга», 1885 год. Музей изобразительных искусств Татарстана
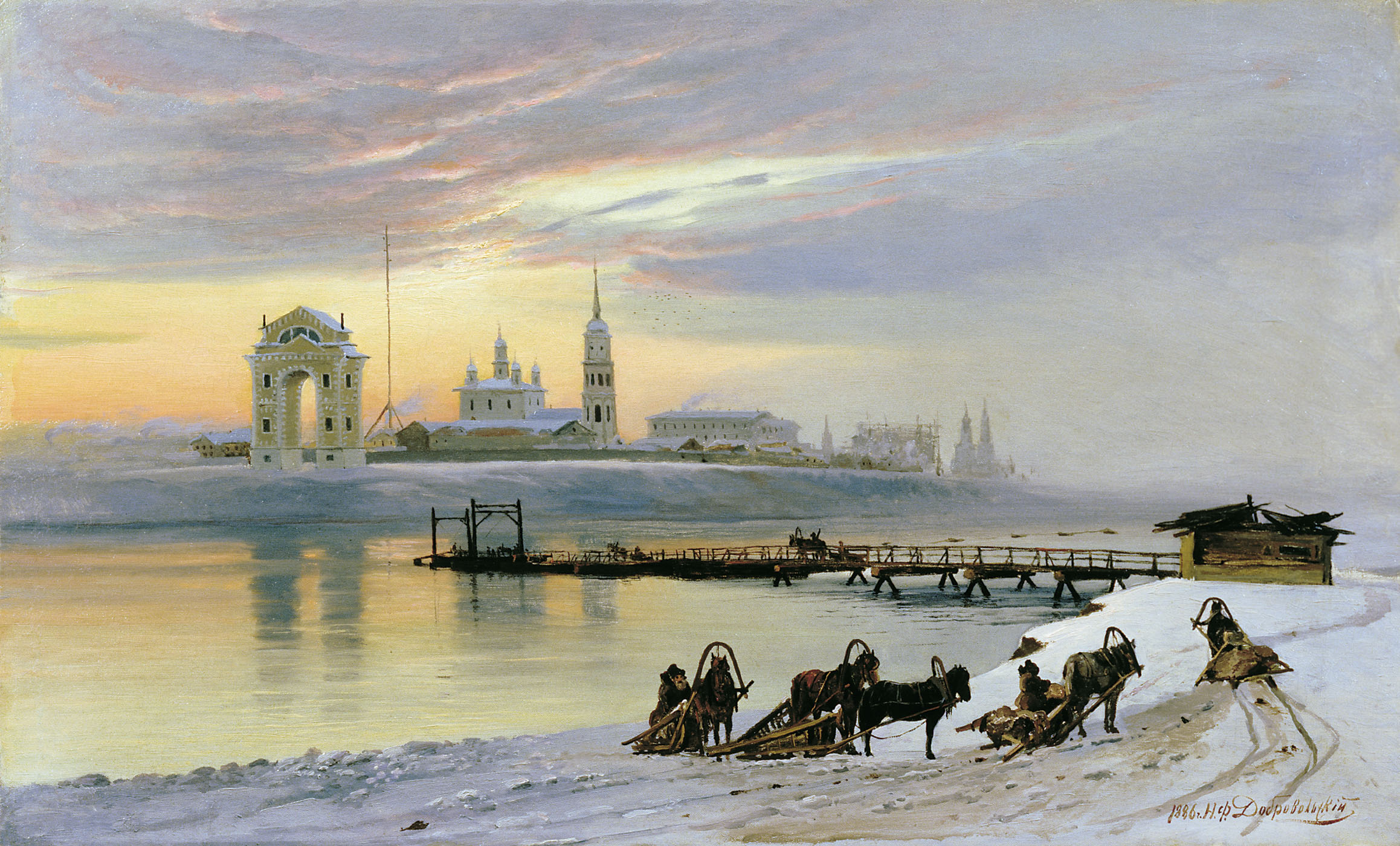
«Переправа через Ангару в Иркутске», 1886 год. Иркутский художественный музей
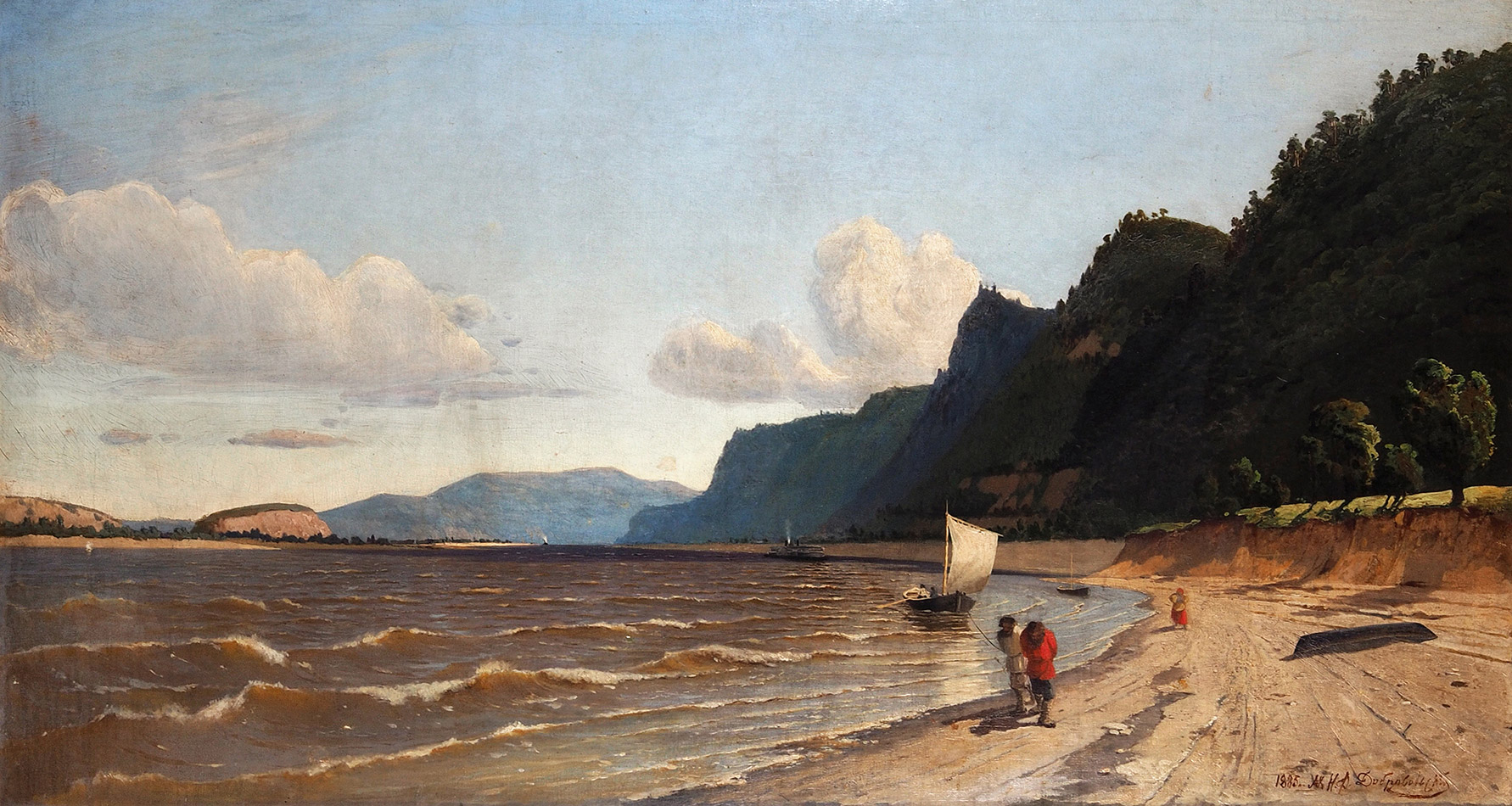
«Жигули», 1885 год. Частное собрание
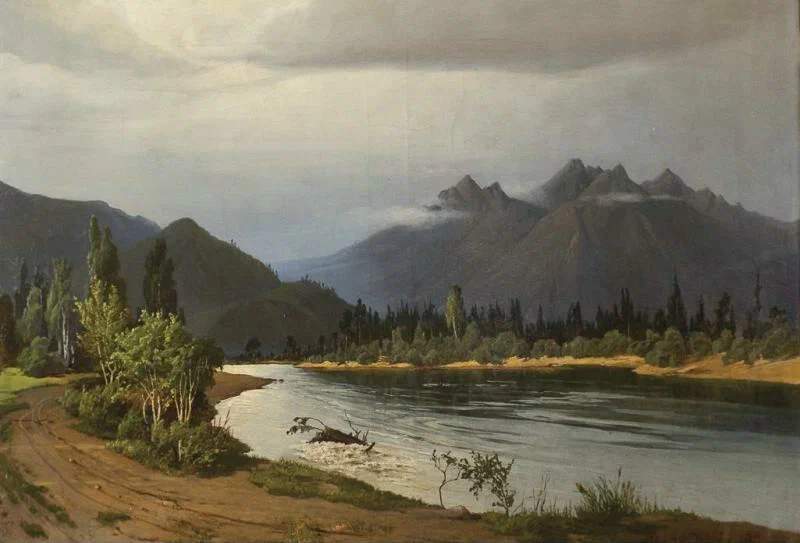
«Иркут близ Шимков», 1886 год. Иркутский художественный музей
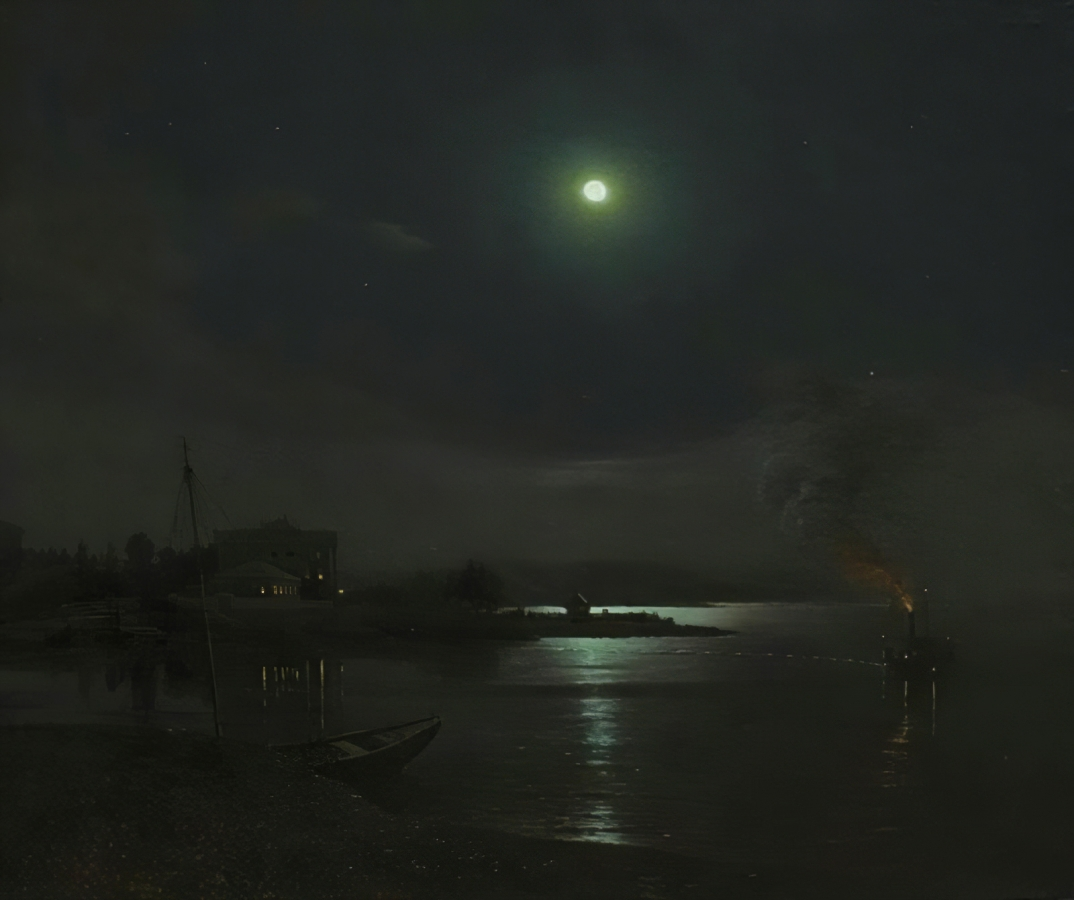
«Ангара ночью», 1886 год. Иркутский художественный музей
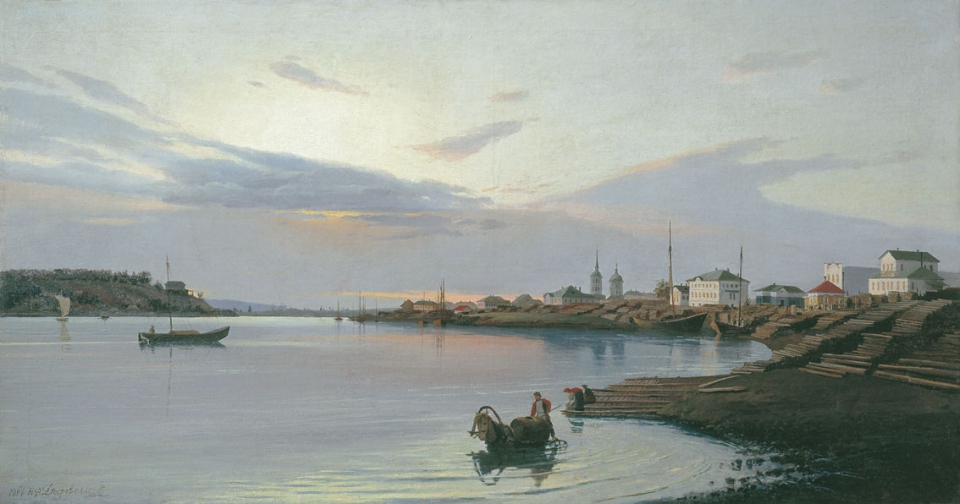
«Набережная Ангары в Иркутске», 1886 год. Иркутский художественный музей
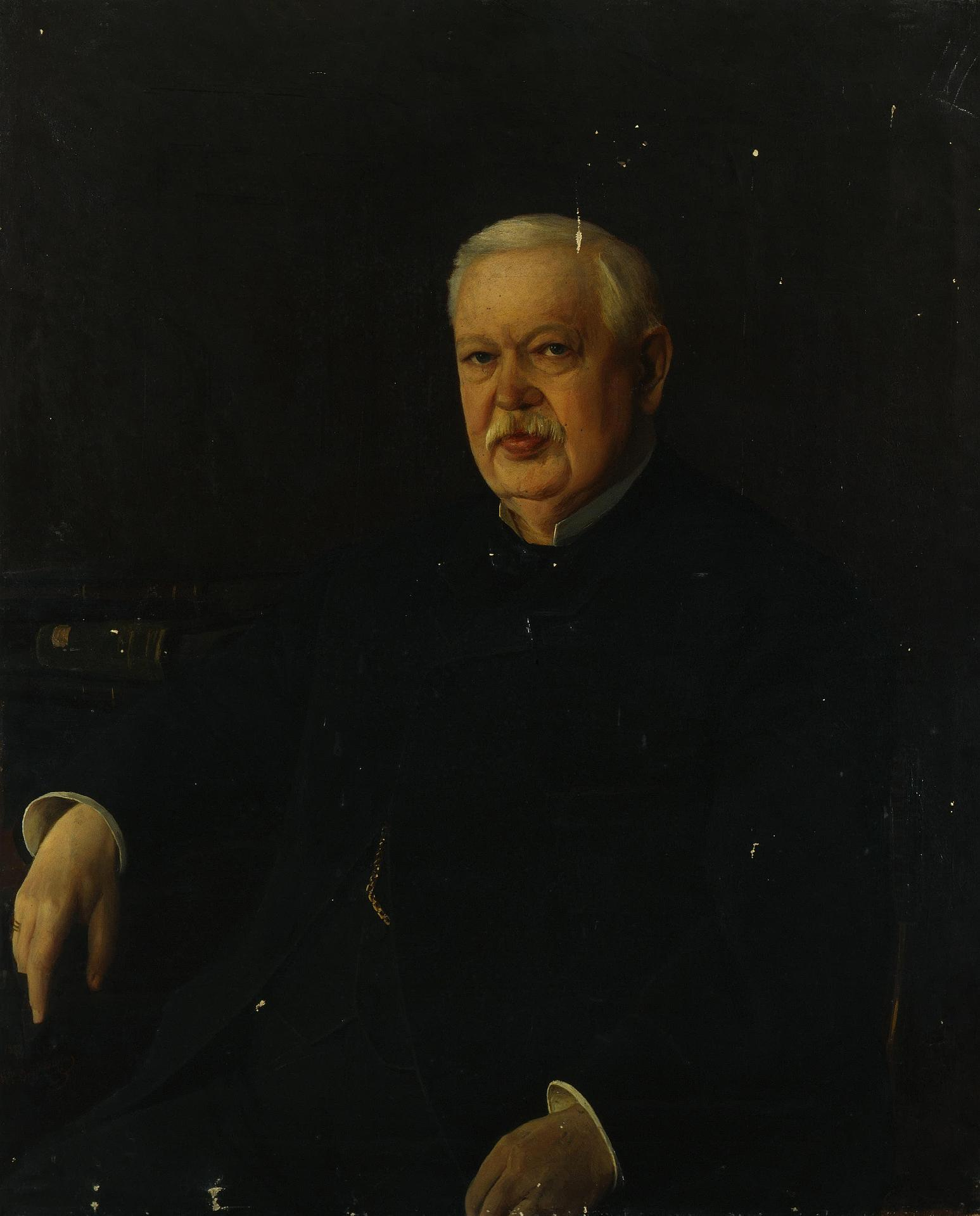
Портрет Н. И. Кокшарова, 1888 год. Эрмитаж